# Kalijaran (Karanganyar)
Kalijaran is een bestuurslaag in het regentschap Purbalingga van de provincie Midden-Java, Indonesië. Kalijaran telt 3998 inwoners (volkstelling 2010).